# Karl Popper
Sir Karl Raimund Popper (n. 28 iulie 1902, Viena, Austro-Ungaria – d. 17 septembrie 1994, Greater London, Anglia, Regatul Unit) a fost un filozof englez de origine austriacă, considerat unul din cei mai mari filosofi ai științei din secolul al XX-lea. Fondator al raționalismului critic împotriva determinismului istoric, s-a opus oricărei forme de scepticism, convenționalism și relativism în știință și în activitatea umană în general, a susținut ideea unei societăți deschise (Open society), adversar implacabil al totalitarismului sub orice formă.

## Biografie
Karl Popper s-a născut în Viena la 28 iulie 1902, într-o familie de evrei convertită la protestantism, fiu al unui avocat, cu preocupări de filozofie și cultură clasică, care a transmis fiului său interesul pentru fenomenele sociale și politice. După absolvirea gimnaziului, se înscrie în 1918 la Universitatea din Viena, unde studiază matematica și fizica, apoi obține și doctoratul în psihologie (1928).
Îl interesează Teoria relativității, respinge însă marxismul și psihanaliza, considerându-le lipsite de fundament științific. Din aceste confruntări cu temele cel mai mult dezbătute în acel timp se cristalizează preocupările care vor forma centrul activității sale ulterioare, anume metodologia critică a științei. Devine un susținător consecvent al raționalismului critic și adversar hotărât al neopozitivismului cunoscut și ca empirism logic dominant în mișcarea filozofică cunoscută sub numele de "Wiener Kreis" (Cercul vienez), ai cărui principali reprezentanți erau Moritz Schlick și Rudolph Carnap.
În 1937, sub amenințarea infiltrării nazismului care avea să ducă la anexarea (Anschluß) Austriei de către Germania, Popper se stabilește în Noua Zeelandă, unde rămâne până în 1945 ca profesor la Canterbury University din Christchurch.
În 1946 se întoarce în Europa și, până la obținerea titlului de emeritus (în 1969), Popper predă în calitate de profesor de logică și de metodologia științei la School of Economics din Londra, care devine un renumit centru internațional de cercetări în domeniul teoriei științelor.
În anii șaizeci, împreună cu Hans Albert, a fost principalul combatant în disputa cu pozitivismul reprezentat de "Școala din Frankfurt" (Frankfurter Schule). În 1965, Karl Popper a fost înnobilat ("Knight of the British Empire"), devenind "Sir". A primit titlul de "doctor honoris causa" de la mai multe universități din Marea Britanie, Statele Unite ale Americii și Noua Zeelandă.
Popper a încetat din viață la 17 septembrie 1994 în Londra.

## Opera filosofică
În lucrarea sa principală "Logik der Forschung" ("Logica cercetării", 1934, Viena), Karl Popper dezvoltă "Teoria falsificării" drept condiție fundamentală a cercetării științifice. În contrast cu reprezentanții "Cercului vienez", Popper respinge principiul inducției, considerându-l lipsit de bază științifică, pentru că, de regulă, în special în domeniul științelor naturii, nu este niciodată posibil să se cerceteze și să se experimenteze toate cazurile sau ipostazele din natură. De aceea, niciun sistem științific nu poate pretinde a fi în mod absolut și pentru toate timpurile valabil. Se pot emite, cel mult, ipoteze de lucru cu caracter de model provizoriu prin care, în cel mai bun caz, se formulează probabilități. Este suficientă o singură abatere pentru infirmarea unei ipoteze, care rămâne numai atât timp adevărată, până când este invalidată (dovedită "falsă"). În știință nu se pot face progrese prin acel tip de experiențe, care nu fac decât să verifice legi încă valabile, ci prin probe, care dovedesc "falsitatea" lor și, în consecință, conduc la formularea de noi ipoteze. O ipoteză este științifică, doar atunci când permite invalidarea ei. Teoriile, care în mod sistematic nu admit nicio contradicție, respingând probele evidente constatate empiric, sunt pseudo-științifice și capătă astfel - datorită unor interese de grup, fanatismului sau nepăsării - un caracter ideologic. Sunt denunțate astfel autosigilarea sistemelor neștiințifice care caută să fie neinfirmabile experimental: psihanaliza lui Freud, istoricismul lui Marx, psihologia individuală a lui Adler și astrologia. Criteriul de demarcație dintre știință și pseudo–știință este cel al falsificabilității. Popper introduce pentru aceasta conceptele de "conținut empiric" (clasa falsificatorilor potențiali) și "conținut logic" (mulțimea de consecințe). Gradul de informație pe care ni–l oferă o teorie este direct proporțional cu conținutul ei empiric. Astfel că o teorie ne zice mai multe dacă ea interzice cât mai multe fenomene. Ea trebuie să împartă clasa tuturor enunțurilor de bază (enunțuri–test) în două clase nevide: clasa celor cu care este în contradicție, pe care le interzice (clasa falsificatorilor potențiali ai teoriei) și clasa enunțurilor pe care teoria le permite. Însă o teorie face aserțiuni numai despre falsificatorii ei potențiali (legile naturii sunt interdicții), despre enunțurile pe care le permite nici nu spune că sunt adevărate. Interzicând cât mai multe fenomene, teoria devine una puțin probabilă. În știință nu sunt relevante enunțurile adevărate, dar banale ci, sunt căutate acele enunțuri care aduc noul, care revoluționează modul nostru de a gândi. Noi năzuim la sporirea cunoștințelor noastre, vrem enunțuri cu un conținut informațional ridicat deci formulăm enunțuri care au o probabilitate scăzută. Cu cât ceva devine mai probabil, cu atât este mai lipsit de conținut și neinteresant. Astfel, pentru a progresa trebuie să avem teorii cât mai informative (enunțuri mai puțin probabile) și cât mai sever testabile. Ajungem la conceptul de știință eroică în care progresul se face numai atunci când sunt idei îndrăznețe care au un grad înalt de falsificabilitate. Noul este întotdeauna improbabil. Teoriile trebuie să facă predicții riscante (cât mai exacte și cu privire la fenomene necunoscute), să aibă un înalt nivel de generalitate, să explice o mare varietate de fapte, să aibă un conținut bogat deci, să aibă consecințe importante. Știința eroică se bazează pe un fel de ’’intuiție creatoare’’ bergsoniană, chiar și Einstein vorbește despre ’’căutarea acelor legi de cel mai înalt nivel de generalitate… din care poate fi obținută, prin pură deducție, o imagine asupra lumii. La aceste legi nu duce nici un drum logic ci, numai o intuiție bazată pe ceva de tipul unei contopiri cu obiectele experienței’’ . Astfel Popper ne face un portret romantic al ’’geniului științific’’: intuiție deosebită, fantezie creatoare, independență în gândire și atitudine critică necruțătoare.
Modelul inductiv, pe care îl consideră de propagandă baconiană, este înlocuit cu modelul ipotetico–deductiv. Aceasta pentru că noi nu pornim de la observații pure (considerate astăzi un mit epistemologic), ci întotdeauna avem anumite ipoteze pe care le lansăm în exterior. Nu avem o observație, ci o facem. Noi avem zilnic anumite așteptări cu privire la mediul înconjurător, de care ne dăm seama abia când ele ne sunt înșelate deci, realitatea ne răspunde cu un feed–back negativ, care determină reconfigurarea așteptărilor noastre. Observațiile joacă un rol important în procesul de modificare a dispozițiilor de a reacționa, dispozițiile de a reacționa trebuie să fie prezente mai întâi, pentru a putea să fie modificate. Popper folosește, pentru a explicita această opțiune, metafora găleții și a reflectorului: în viziunea spiritului–găleată, mintea noastră este asemenea unui container cu deschideri în care percepțiile și cunoașterea se acumulează (Bacon vorbește despre percepții ca despre "struguri " care trebuie adunați și din care, dacă îi presăm, iese "vinul pur al cunoașterii"). În opoziție cu această viziune este cea care vede omul ca un reflector care luminează întunericul din jurul său.
Popper combate toate sursele care se erijează în autorități: percepțiile, rațiunea, etc. Există o mulțime de surse ale afirmațiilor noastre, însă nici una nu are autoritate. De aceea întrebarea: "care este sursa afirmațiilor tale?" este greșit pusă. Ea caută dictatură și se aseamănă cu întrebarea lui Platon: cine trebuie să conducă? Astfel că Popper o înlocuiește cu întrebarea: cum putem evita eroarea? Iar noi nu trebuie să ne întrebăm cine trebuie să conducă ci, mai degrabă, cum ar trebui condus un stat. Cele mai importante surse ale cunoașterii noastre sunt: tradiția și cunoașterea apriori. Prin critică, noi modificăm cunoașterea care ne–a parvenit până în momentul de față.
Teoria lui Popper poate fi rezumată de fraza: aceasta nu este o lume a confirmării adevărurilor ci, una a infirmării erorilor. Noi înțelegem doar dacă eliminăm eroarea. Popper reactualizează teoria “celei mai bune lumi de pană acum” - persiflată la vremea ei de Voltaire în Candide. El critică Școala de la Frankfurt(Theodor Adorno, Max Horkheimer, Walter Benjamin, Herbert Marcuse, Jürgen Habermas) pentru că introduc un pesimism ideologic care corupe tineretul. Societatea de astăzi este considerată de Popper cea mai bună de pană acum, însă aceasta nu înseamnă că ea nu poate fi îmbunătățită.
Popper extinde acest punct de vedere în opera sa de filozofie socială, "The Open Society and Its Enemies" ("Societatea deschisă și dușmanii ei", 1945), în care apără democrația împotriva oricărei forme de totalitarism, combătând atât concepția lui Platon asupra societății cât și materialismul istoric al lui Karl Marx. Progresul științific este favorizat numai de acele societăți în care sunt garantate libertatea gândirii și libera confruntare a ideilor. Acestea sunt societățile deschise, în contrast cu cele închise, în care domnește autoritarismul politic pe baze ideologice contrare raționalismului critic. Pe această linie, Popper critică ceea ce el numește "Istoricism" ("The Poverty of Historicism", "Mizeria Istoricismului", 1957), concepție, după care evoluția istorică a umanității ar fi predeterminată pe baza unor reguli intrinsece. Se recunoaște aici doctrina lui Marx asupra socialismului științific, care părăsește terenul unei analize formulate de el însuși, pentru a se face profetul unei societăți viitoare, legitimând regimurile autoritare. Popper consideră democrația pluralistă, cu toate imperfecțiunile sale, ca formă de organizație statală care are drept scop garantarea libertății individuale și a progresului relațiilor interumane. Ea permite corectarea treptată a imperfecțiunilor prin reformele sociale. Rămâne însă totdeauna pericolul absolutizării unor principii, în contradicție cu raționalismul critic. Critica este considerată de filosoful austriac drept singurul mod de a progresa, iar limbajul este atât de important, tocmai pentru că face posibilă critica. Filosoful teoretizează un mod în care critica ar trebui să fie făcută. Fiecare trebuie să își critice propria teorie, să o pună la cele mai severe teste. Un savant onest trebuie să zică: "s–ar putea ca tu să ai dreptate". Însă mulți (Kaufmann, Singer etc.) îl acuză pe Popper că nu a aplicat normele sale și la critica lui împotriva lui Hegel, Heidegger, Jaspers din Societatea deschisă și dușmanii ei.

## Lucrări
(Traduceri în limba română)
- Karl Popper: Logica cercetării, Editura științifică, București, 1981
- Karl Popper: Societatea deschisă și dușmanii ei, Humanitas, București, 2005
- Karl Popper și Konrad Lorenz: Viitorul este deschis, Editura Trei, București, 1997

### Publicații
- "Logik der Forschung" (Logica cercetării), Viena, 1934
- "The Open Society and Its Enemies" (Societatea deschisă și dușmanii acesteia), Londra, 1945
- "The Poverty of Historicism" (Mizeria istoricismului), Londra, 1957
- "The Logic of Scientific Discovery", Londra, 1959
- "Conjectures and Refutations" (Prezumții și infirmări), Londra, 1963
- "Objective Knowledge: An Evolutionary Approach", Oxford, 1972
- "The Self and Its Brain: An Argument for Interactionism" (în colab. cu J.C. Eccles), Londra, 1977
- "The Open Universe: An Argument for Indeterminism", Londra, 1982
- "Realism and the Aim of Science", Londra, 1982
- "The Myth of the Framework: In Defence of Science and Rationality", Londra, 1994
- "Knowledge and the Mind-Body Problem: In Defence of Interactionism", Londra, 1944

## Premii și distincții
În 1965 a primit titlul de cavaler iar în 1976 a fost ales membru al Societății Regale. Alte premii: Sweden’s Sonning Prize (1973), Spain’s Catalonia Prize pentru contribuția la cultura europeană (1989), Japan’s Kyoto Prize (1992), Central European University’s Open Society Prize (1994).